# Symbolsk vold
Symbolsk vold er et begreb udviklet af den franske sociolog Pierre Bourdieu til at forklare fastholdelsen af sociale stratifikationer i et samfund. Begrebet dækker over de øvre klassers magt til at definere værdien af menneskers forskellige evner, som af Bourdieu inddeles i tre kapitalformer.:298 

## Klassernes definitionsmagt
Som en del af Bourdieus socialteori beskriver han en række kapitalformer, som mennesker kan besidde. Disse kapitaler er udtryk for kvaliteter ved en person og har typisk en sammenhæng med personens habitus og klasseposition. Kapitalerne er imidlertid ikke naturgivne men derimod konstruktioner, som kan ændres over tid, sted og sociale rum. Det vil sige, at kapitaler har en vis værdi i et socialt felt, mens de har en anden i et andet felt. Den samlede værdi af kapitaler, som knyttes til en person, kaldes symbolsk kapital.:471-472 
Den symbolske vold opstår i processen, hvor værdien af kapitalformerne fastlægges i sociale forhandlinger mellem mennesker. Bourdieus makrosociologiske argument er, at den socialklasse, der besidder meget kapitalværdi i et givent samfund, selv har meget diskursiv magt og derfor er med til at definere kapitalformenes værdier. I kraft af den overlegne klasses dominansposition accepteres af de resterende socialklasser, accepteres også definitionen af kapitalformenes værdier af disse andre klasser. Voldshandlingen, dvs. opretholdelsen af status quo, anerkendes derfor ikke som vold.
Ifølge Bourdieu er uddannelsessystemet et eksempel på dette. Her vægtes bestemt kulturel kapital - eksempelvis litterær forståelse eller samfundsengagement - højt, og uddannelsessystemet reproducerer ydermere den kulturelle kapitalform, da uddannelsesbeviser ses som et udtryk for netop kulturel kapital. Det er imidlertid ikke givet, at netop de kvaliteter, som uddannelsessystemet værdsætter, er værre eller bedre end andre kvaliteter, men denne værdisættelse naturaliseres alligevel på tværs af socialklasser, hvor flertallet i begge ender af samfundet betragter akademiske færdigheder som overlegne. Dette er på trods af, at uddannelsessystemet i udpræget grad gavner middelklassens børn, som socialiseres og oplæres i kulturel kapital på en måde, som lavere socialklasser ikke oplever.
Deraf ligger roden til Bourdieus brug af voldsbegrebet, der semantisk er negativt associeret med smerte, ufrihed og dårlig moral. Begrebet har således et integreret kritisk element, som kommer til udtryk i brugen af begrebet i den videnskabelige litteratur, hvor Bourdieus socialteori ofte bruges til at kritisere organiseringen af samfundet og de negative konsekvenser det medfører.